# 足球俱乐部

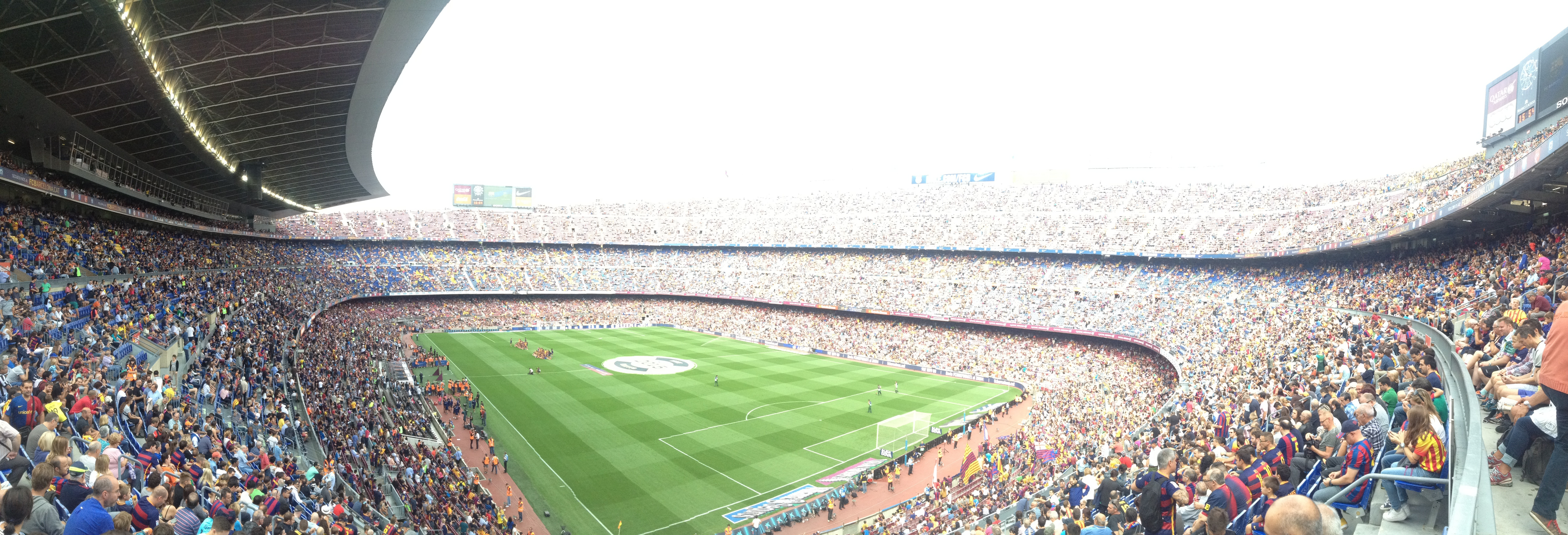
巴塞罗那足球俱乐部作为世界上最著名的足球俱樂部之一，在魯營球場的主場比賽

足球俱乐部是足球职业化及专业化的一个标志，是足球员以足球谋生时所被聘用的机构。

## 历史
第一家現代足球俱乐部是英国謝菲爾德足球俱樂部。全亞洲最歷史悠久而又運作至今的足球會是香港足球會，成立於1886年；而全亞洲第一個具有職業化規模的香港流浪足球會則於1958年成立。

## 经营
足球俱乐部的收入主要依靠出售门票、经营广告、转让转播权、足球彩票、公司赞助、办各种足球刊物及球员转会费用等。